# Santo subito

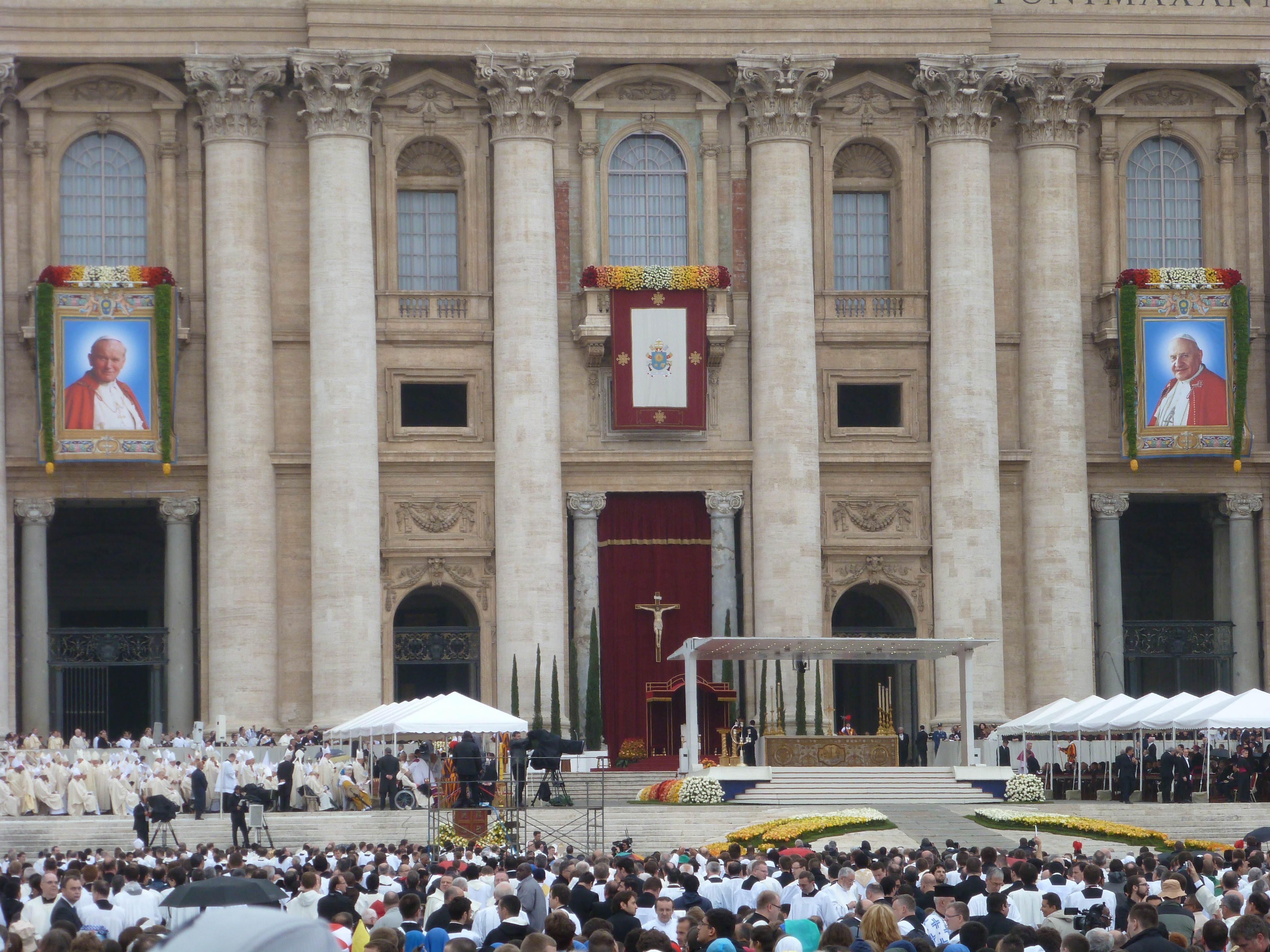
Canonización de Juan Pablo II junto con la de Juan XXIII por Francisco.

"Santo subito" es una expresión en italiano, aparecida por primera vez en 2005 para pedir la canonización rápida del papa Juan Pablo II.

## Historia

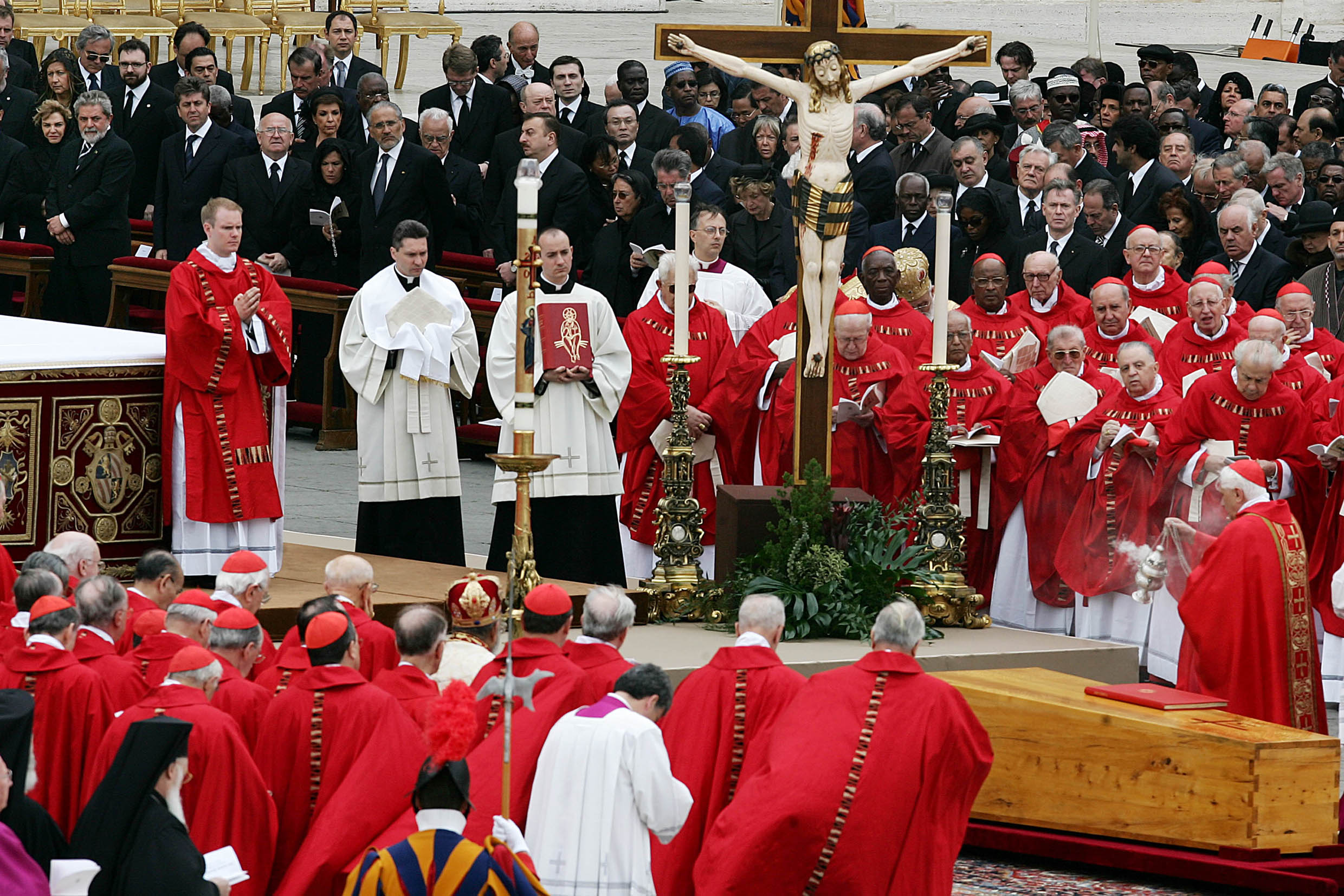
Funeral de Juan Pablo II.

La expresión nació durante la enorme reunión de fieles católicos en Roma con motivo de la muerte y del funeral de Juan Pablo II. En esa ocasión, un gran grupo de fieles, especialmente jóvenes, desfilaron gritando el eslogan y levantando pancartas exponiéndolo.
La aclamación de los fieles fue anómala con respecto a la práctica de la Iglesia: la bula papal Novae leges pro causis Sanctorum (1983) establece que el proceso de canonización de una persona no puede comenzar antes de cinco años desde su muerte. Sin embargo, el 28 de abril de 2005, el Papa Benedicto XVI apoyó la solicitud, otorgando una dispensa de cinco años para el inicio de la causa de beatificación y canonización. La causa se inauguró oficialmente el 28 de junio del mismo año y Juan Pablo II fue beatificado el 1 de mayo de 2011. Luego, el 27 de abril de 2014 fue canonizado por el Papa Francisco.

## Procesos que canonización que iniciaron antes de los cinco años.
| Persona           | Fecha de fallecimiento  | Inicio del proceso de beatificación | Intervalo                 |
| ----------------- | ----------------------- | ----------------------------------- | ------------------------- |
| Teresa de Calcuta | 5 de septiembre de 1997 | 12 de diciembre de 1998             | 1 años, 3 meses, y 7 días |
| Lucía dos Santos  | 13 de febrero de 2005   | 13 de febrero de 2008               | 3 años                    |
| Juan Pablo II     | 2 de abril de 2005      | 9 de mayo de 2005                   | 1 mes y 7 días            |
| Jacques Hamel     | 26 de julio de 2016     | 2 de octubre de 2016                | 2 meses y 4 días          |

## En los medios de comunicación
A través de los medios de comunicación, el eslogan se extendió rápidamente por toda Italia, convirtiéndose también en un latiguillo humorístico. Se utiliza la expresión "santo subito". Un gran frecuentador de esa expresión es el periodista Marco Travaglio, en tono de broma o de ironía hacia un determinado tema por sus acciones impecables, o tales pretensiones. En 2006, los nuevos campeones del mundial de fútbol, la selección italiana de fútbol fueron recibidos en Italia con el grito de "santi subito"[cita requerida].